# Wilkiea
Wilkiea is een geslacht van tweehuizige bomen en struiken uit de familie Monimiaceae. De soorten komen voor in Oost-Australië en Nieuw-Guinea.

## Soorten
- Wilkiea angustifolia (F.M.Bailey) Perkins
- Wilkiea austroqueenslandica Domin
- Wilkiea cordata Whiffin
- Wilkiea foremanii Philipson
- Wilkiea hugeliana (Tul.) A.DC.
- Wilkiea hylandii Whiffin
- Wilkiea kaarruana Zich & A.J.Ford
- Wilkiea longipes (Benth.) Whiffin & Foreman
- Wilkiea macrophylla (Tul.) A.DC.
- Wilkiea pubescens (Benth.) Whiffin & Foreman
- Wilkiea rigidifolia (A.C.Sm.) Whiffin & Foreman
- Wilkiea smithii Whiffin